# 健全异毛蟹
健全异毛蟹（学名：Heteropilumnus subinteger）为扇蟹科异毛蟹属的动物。在中国大陆，分布于广西、广东、福建等地，生活环境为海水，多生活于潮间带泥沙滩的石块下。

## 參看
- Carcinoplax integra Miers, 1884